# Castell de Malahide
El Castell de Malahide (en anglès: Malahide Castle) està situat en les proximitats de Malahide al comtat de Fingal, un comtat administratiu de la República d'Irlanda que formava part del tradicional comtat de Dublín, a la província de Leinster, i que forma part de l'àrea del Gran Dublín.

## Història
El castell va pertànyer a la família Talbot des de 1185 fins al 1976, un total de 791 anys només amb l'excepció del període d'Oliver Cromwell entre 1649 i 1660.
El 1174, Richard Talbot, un cavaller que va acompanyar a Enric II d'Anglaterra a Irlanda, va rebre les terres i el port de Malahide. Les parts més antigues daten del segle xii. Durant el regnat d'Eduard IV es van realitzar els treballs més importants d'ampliació del castell. Les torres finalment es van afegir el 1765.
L'any 1920 es van trobar al castell els «Boswell papers», formats per bona part de la correspondència i notes del cèlebre biògraf James Boswell, pel que sembla avantpassat d'alguns dels Talbot.
Després de la mort del setè Baró Talbot el 1975, el castell va passar a les mans de la seva germana Rose que el va vendre al consell del Comtat de Dublín com a pagament de l'impost de successió. El castell i els terrenys circumdants ocupen 100 hectàrees. Les construccions més importants del castell pertanyen al segle xiv.